# Madrid Arena
La Madrid Arena, conosciuta anche come Telefónica Arena, è un'arena coperta di Madrid, situata nei pressi del parco Casa de Campo.
Inaugurata nel 2002, da quello stesso anno ha ospitato il torneo maschile di tennis del Madrid Masters fino al 2008, quando l'evento fu spostato nella nuova Caja Mágica. Ha una capacità massima di 12 000 posti a sedere.
Ha ospitato le partite interne della squadra di basket dell'Estudiantes dal 2005 al 2010, quando la squadra si è trasferita nuovamente al Palacio de Deportes de la Comunidad de Madrid. Quando viene utilizzato per ospitare le partite di basket la sua capacità massima scende a 10 500 posti a sedere.
Tra il 7 e il 12 novembre del 2007, la Madrid Arena ha ospitato le WTA Finals come anche, l'anno successivo, la seconda fase dell'Europeo di basket.
Nel 2009 la cantante italiana Laura Pausini si è esibita davanti al pubblico madrileno facendo registrare il tutto esaurito. il concerto è stato filmato e inserito nel dvd Laura Live World Tour 09.

## Accessi
- Metropolitana: Linea 6  (stazione Alto de Extremadura), Linea 10  (stazione del Lago).

## Galleria d'immagini

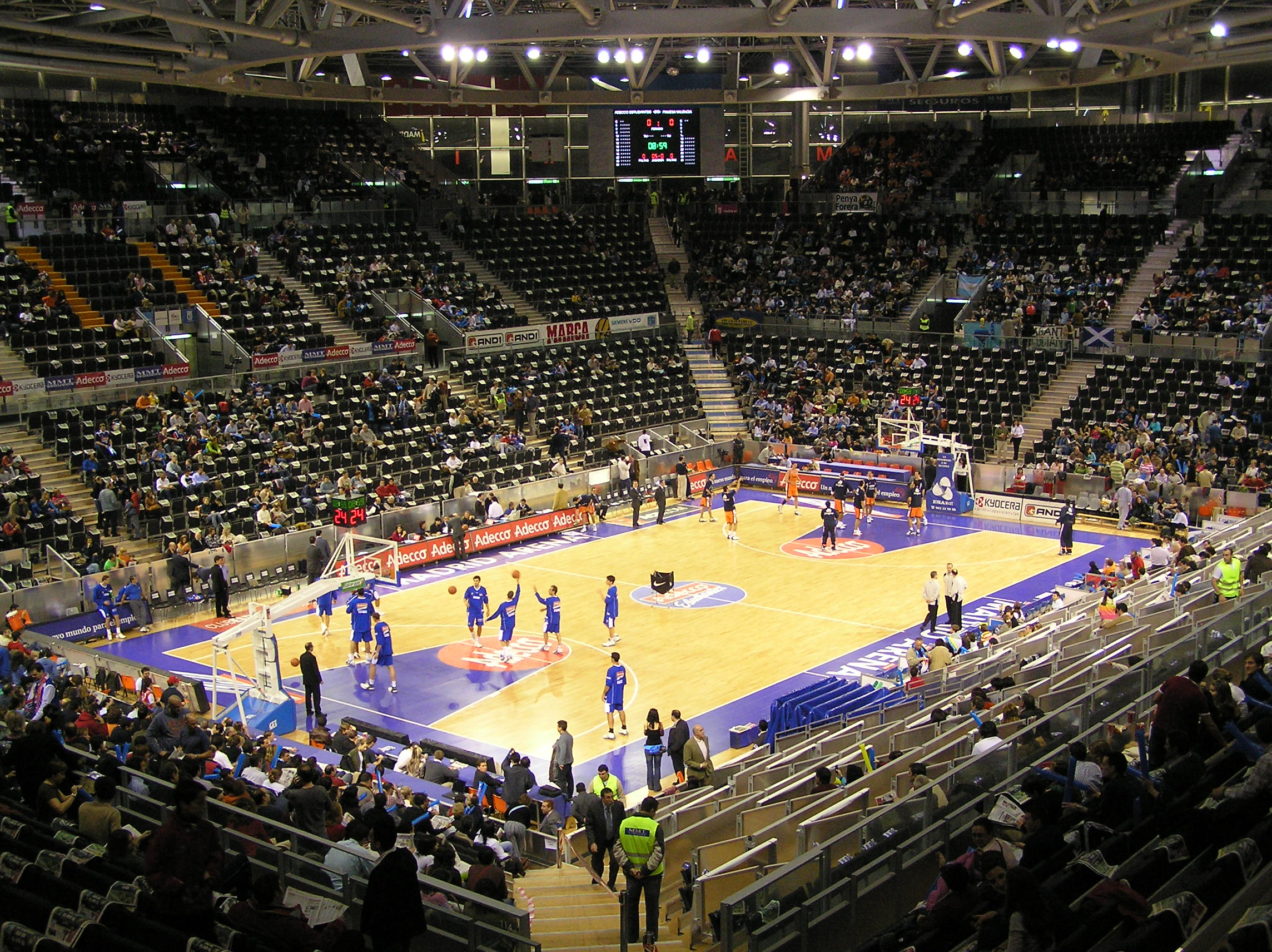
Vista interno 1
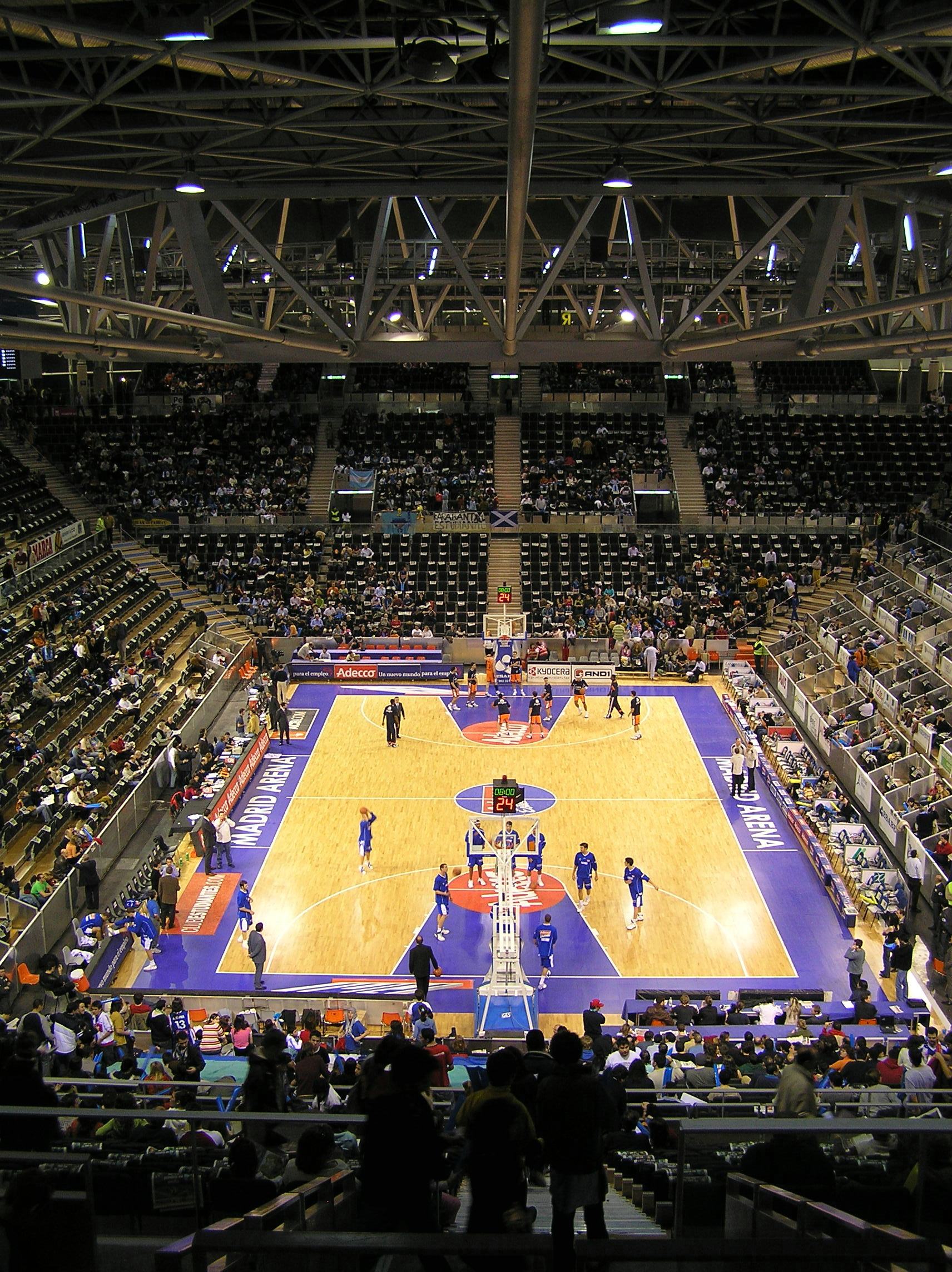
Vista interno 2
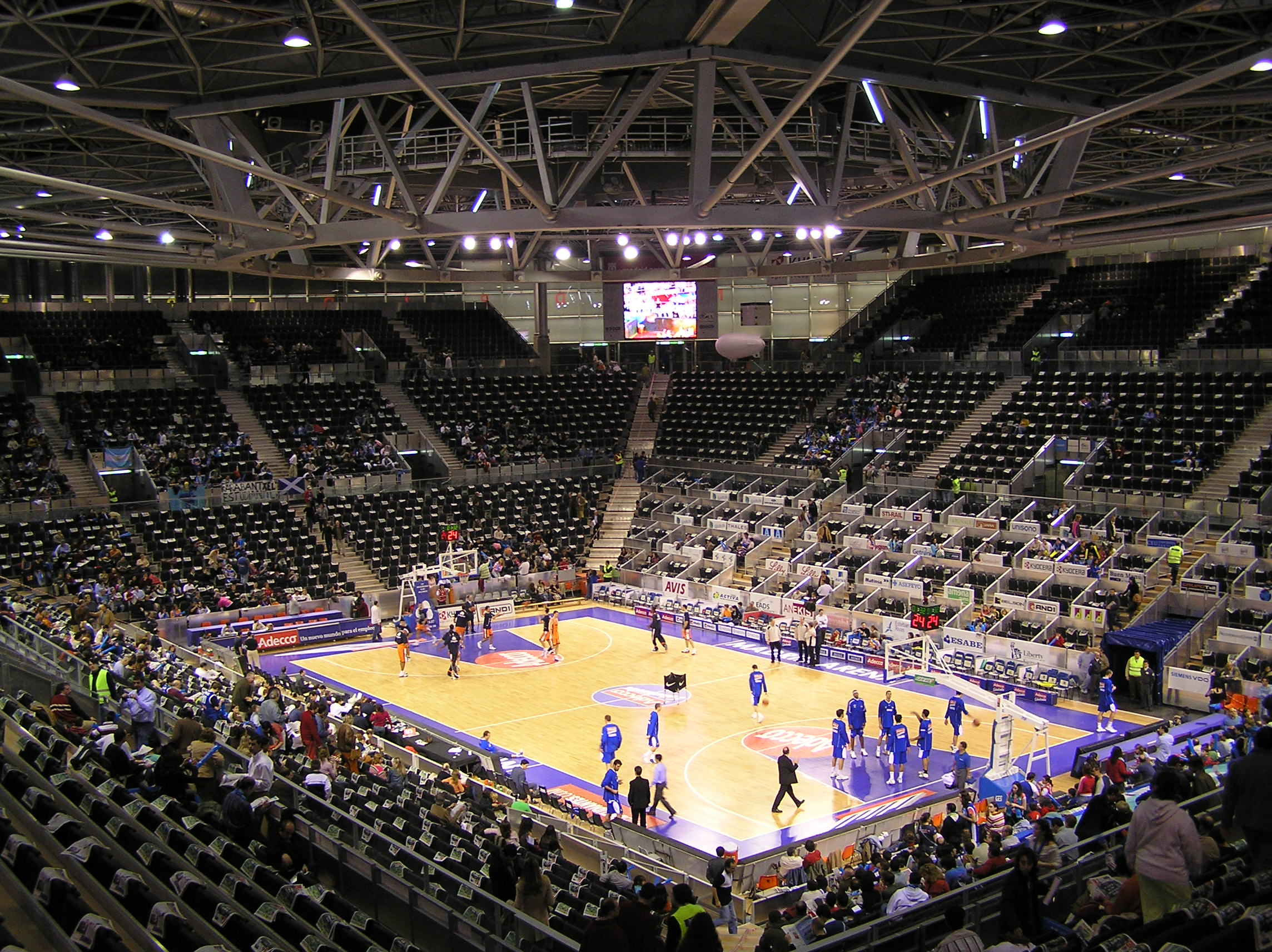
vista interno 3
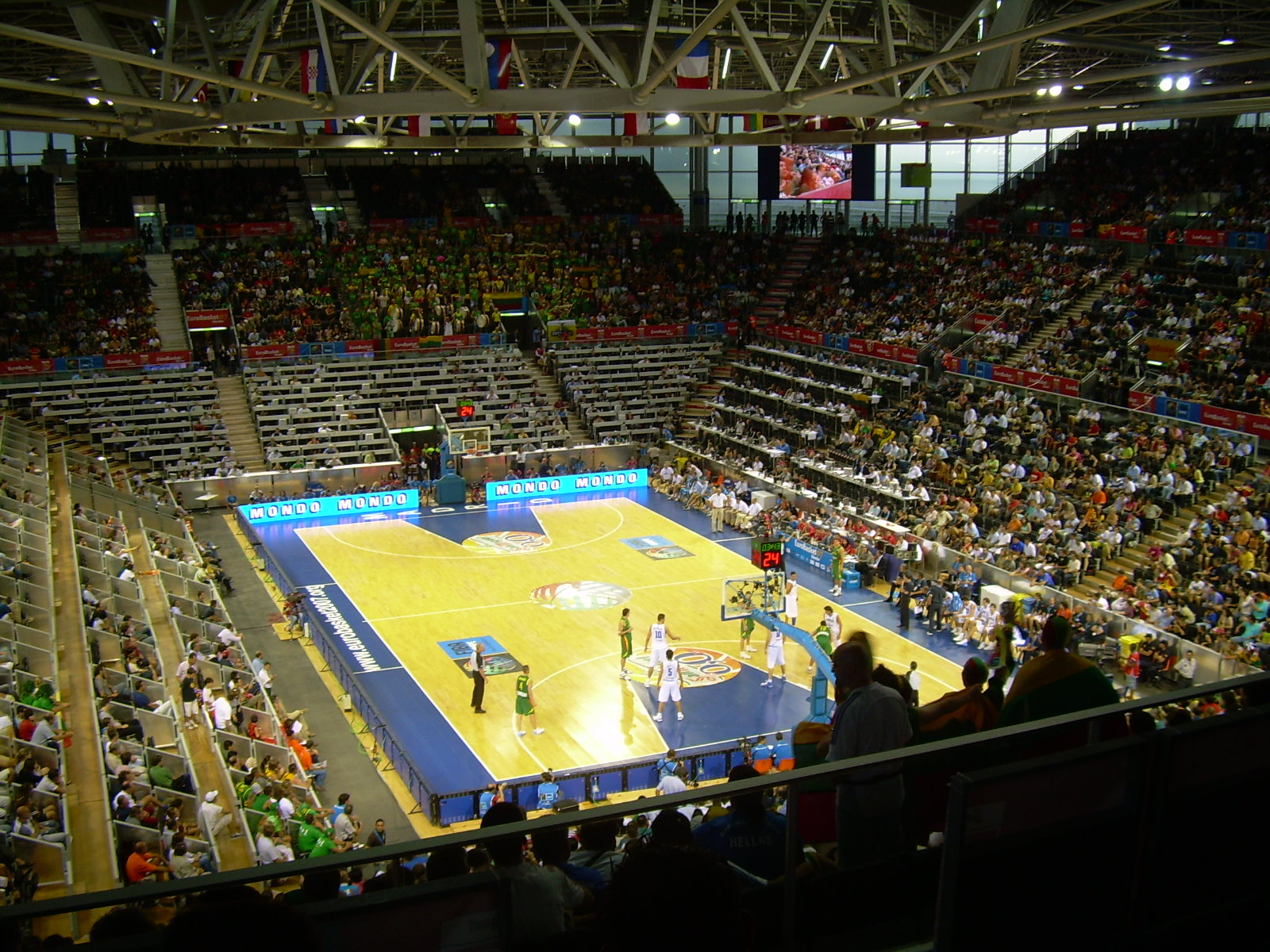
Vista interno durante l'incontro di Euro 2007 Italia-Lituania
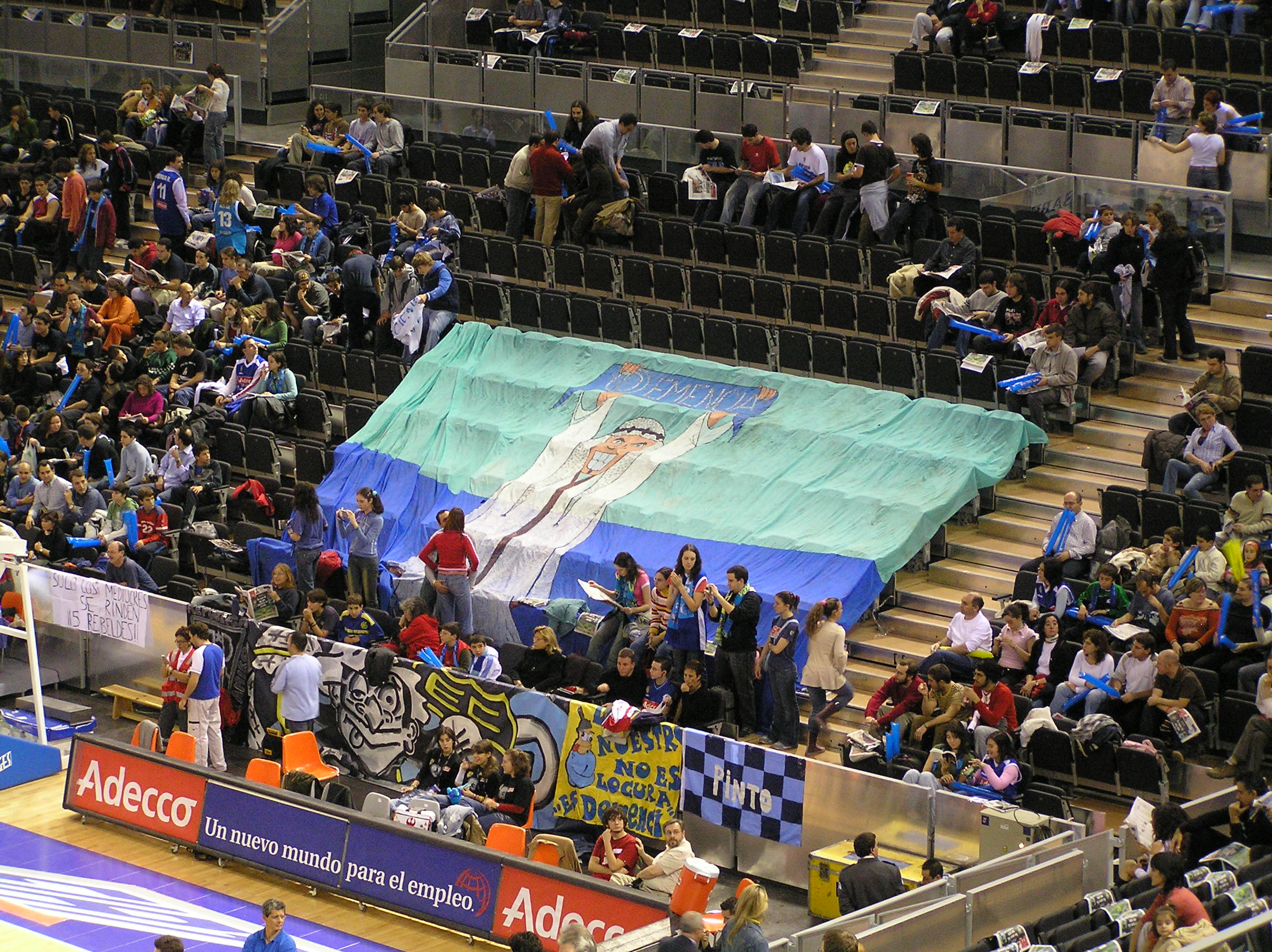
Tifoseria Estudiantes sugli spalti
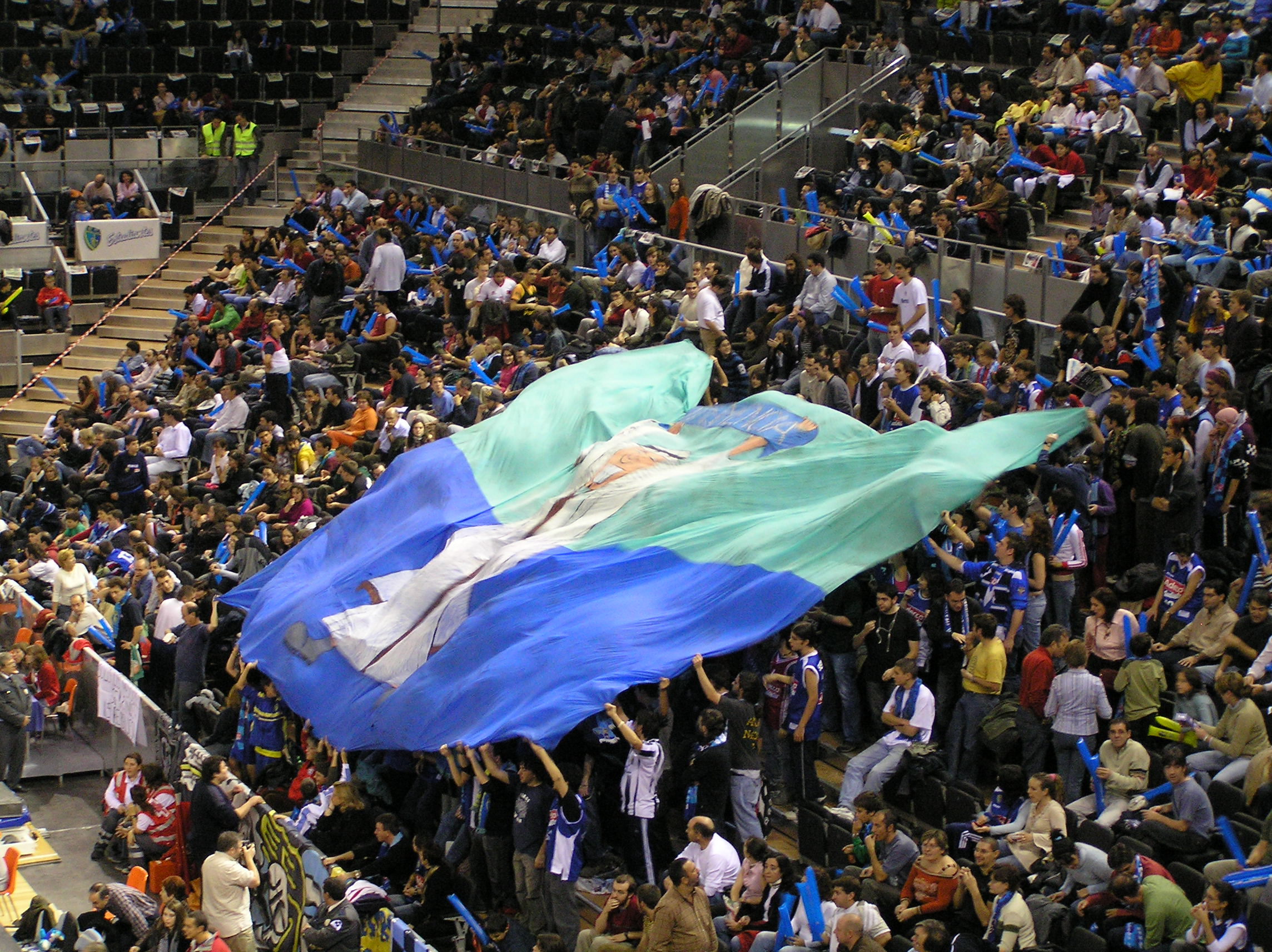
Striscione tifosi Estudiantes
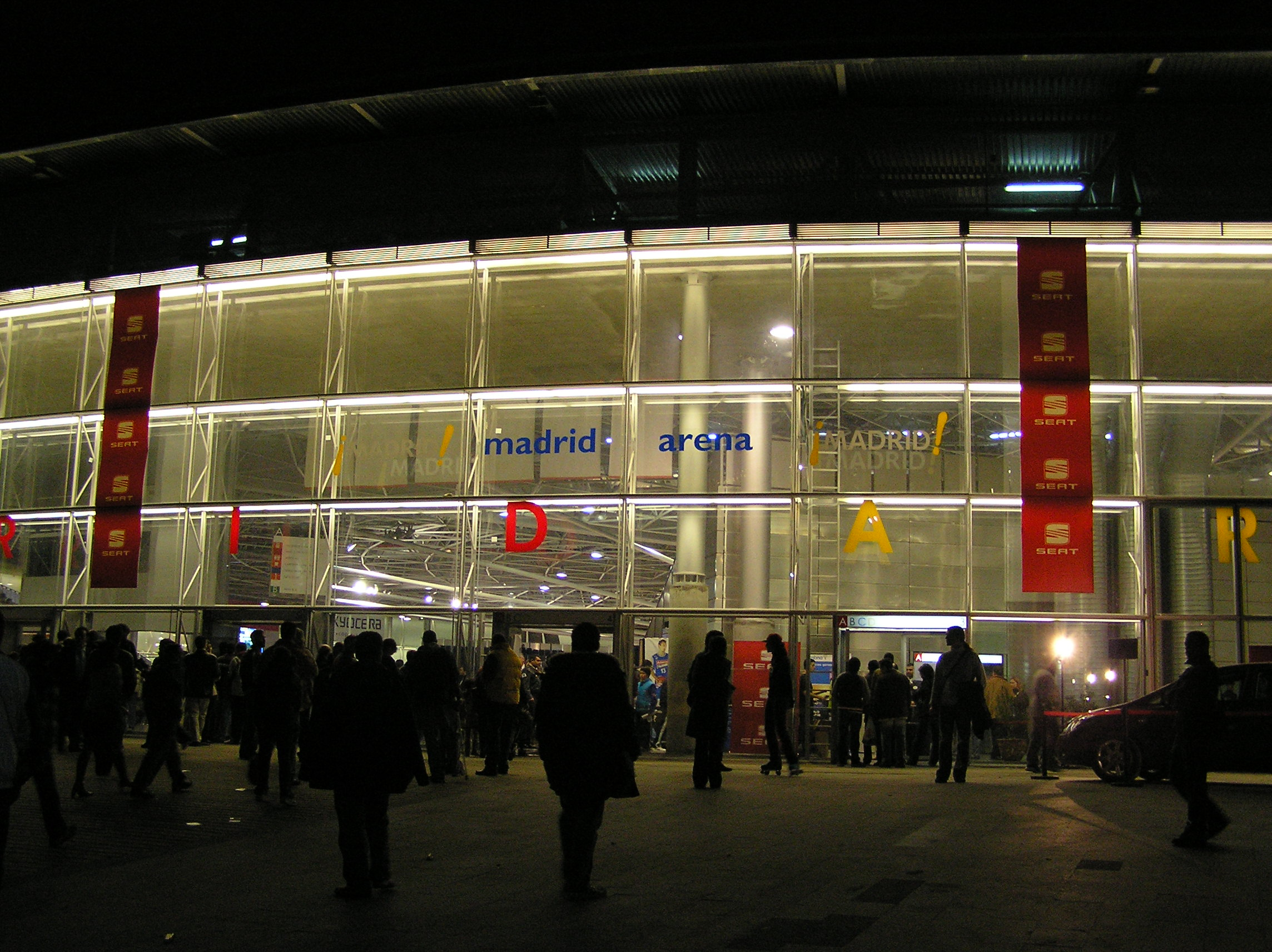
Facciata esterna 1
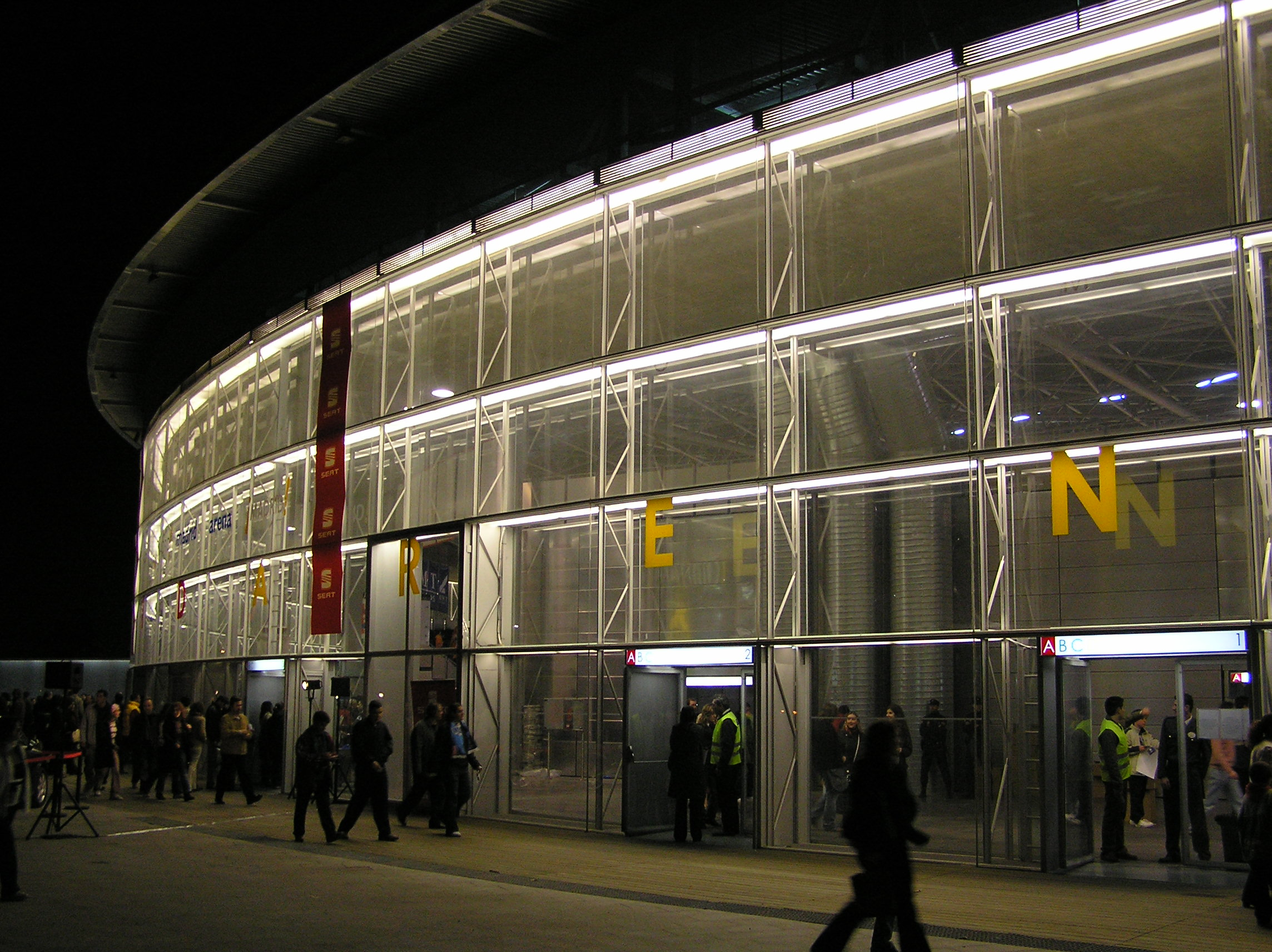
Facciata esterna 2